# Blysmus mongolicola
Blysmus mongolicola är en halvgräsart som beskrevs av Masao Kitagawa. Blysmus mongolicola ingår i släktet plattsävssläktet, och familjen halvgräs. Inga underarter finns listade i Catalogue of Life.